# Белянин, Валерий Павлович
Вале́рий Па́влович Беля́нин (род. 3 августа 1965, Москва) — российский психолингвист. Доктор филологических наук (1992), кандидат психологических наук, профессор (1999).

## Биография
Окончил историко-филологический факультет УДН имени П. Лумумбы (1978). Кандидат филологических наук (1983, диссертация по специальности 10.02.19 «Общее языкознание, социолингвистика, психолингвистика» «Экспериментальное исследование психолингвистических закономерностей смыслового восприятия текста»; Институт языкознания АН СССР, руководитель Ю. А. Сорокин), доктор филологических наук (1992, диссертация по специальности 10.02.19 «Теория языка» «Психолингвистическая типология художественных текстов по эмоционально-смысловой доминанте»; МГУ им. Ломоносова), кандидат психологических наук по специальности 19.00.01 «Общая психология, психологии личности, история психологии» (2008, диссертация «Психолингвистические предикторы акцентуированных черт личности»; ЮФУ).
Преподаватель, доцент и профессор кафедры русского языка начального этапа обучения ЦМО МГУ им. Ломоносова; доцент, также профессор кафедры психологии и психолингвистики Московского государственного лингвистического университета, где читал лекции по психолингвистике; также профессор кафедры общей и юридической психологии КГПУ, где читал, в числе прочего, курс лекций по судебной психолингвистике.
Работал в России (Москва, Краснодар, Калуга) и за рубежом: в Польше (Люблинский университет), Афганистане, на Кубе (Гаванский университет), в Тайване (Национальный политический университет), США (в Университете Питтсбурга) где являлся директором московской программы (в ЦМО МГУ) Летнего института языков. Читал лекции в Университете Комплутенсас (Мадрид, Испания), в ЮФУ (Ростов-на-Дону).

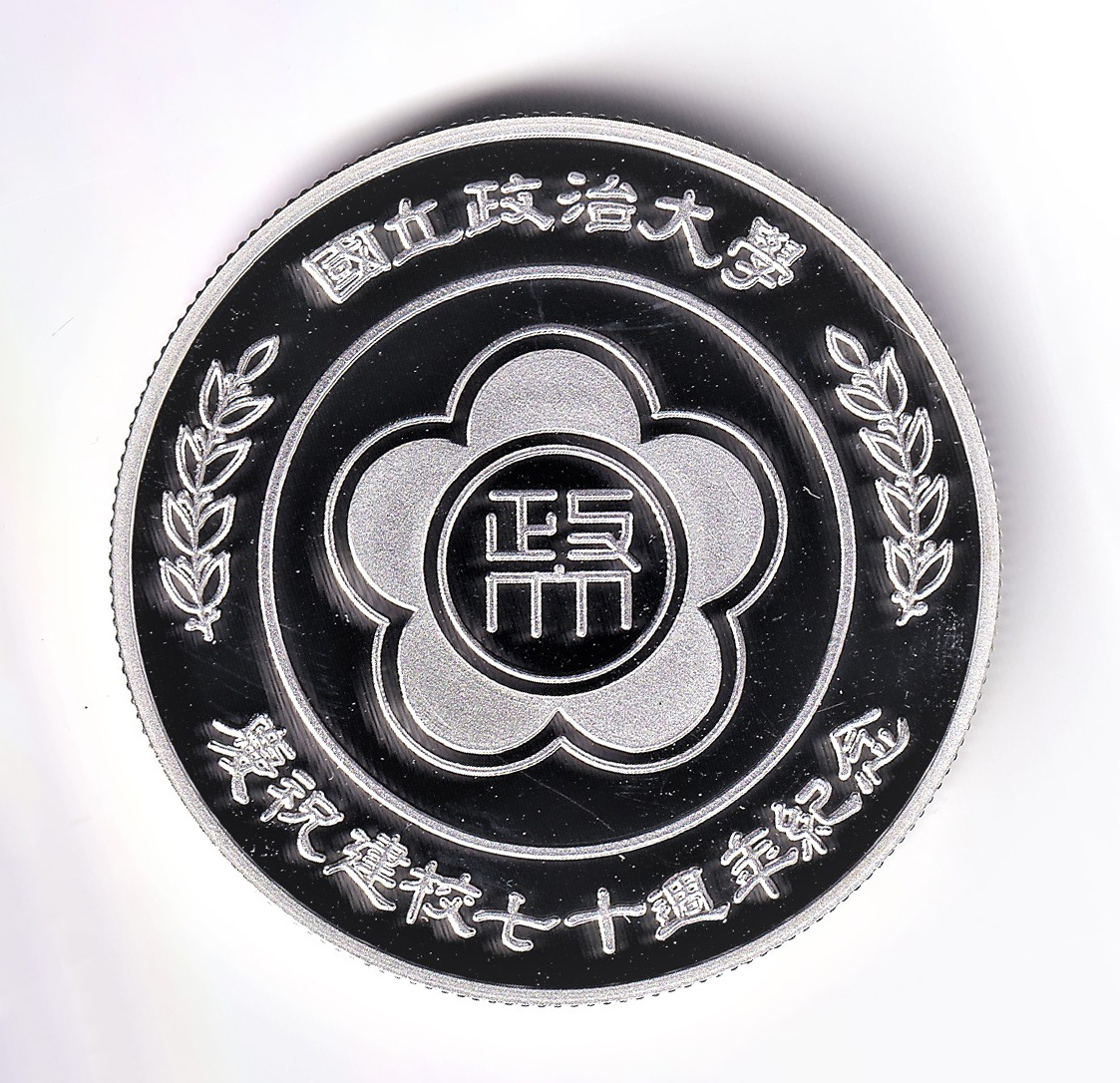
Серебряная медаль к 70-летию Национального политического университета (Тайвань) — лицевая сторона

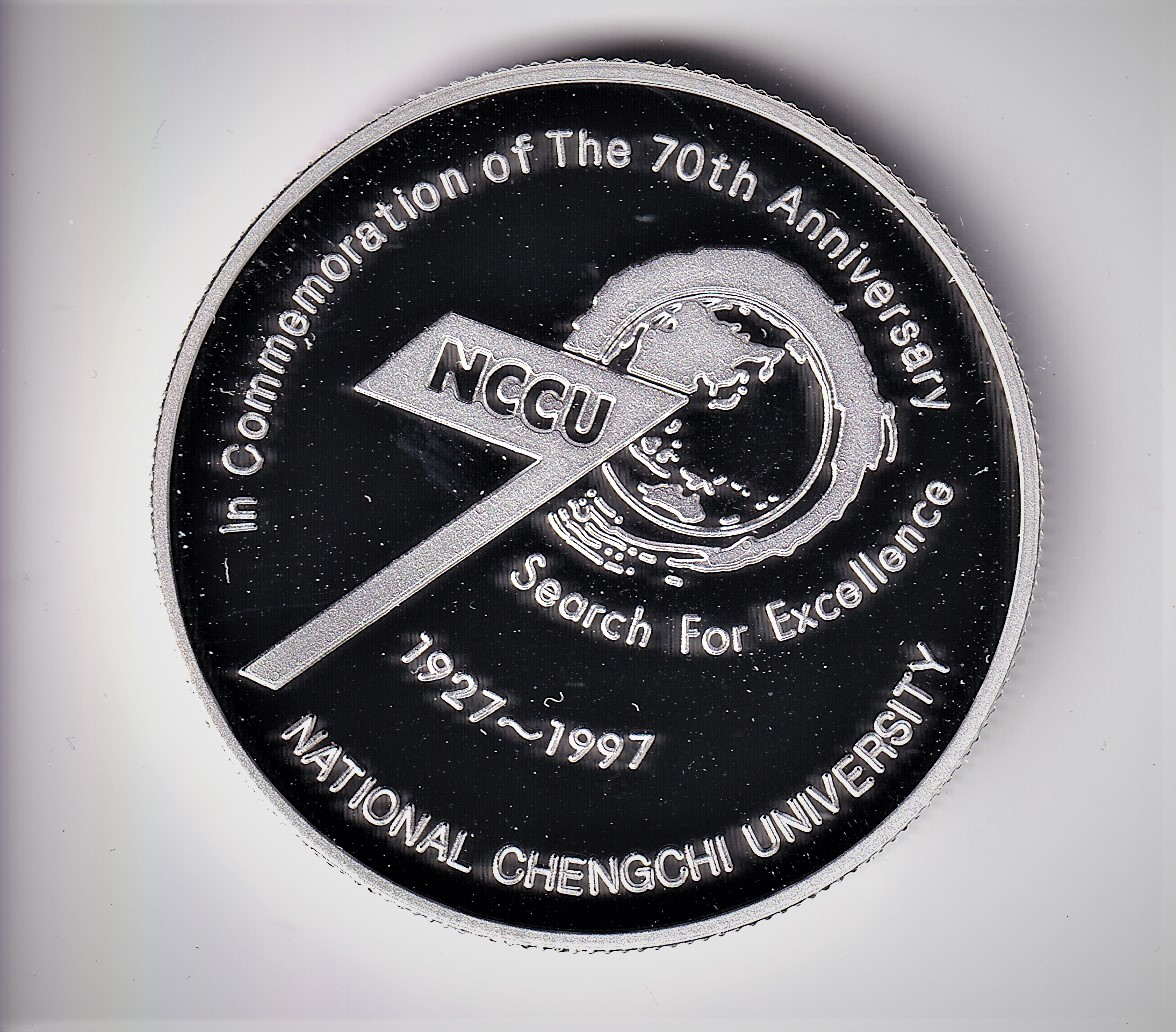
Серебряная медаль к 70-летию Национального политического университета (Тайвань) — оборотная сторона

Лауреат премии имени Н. А. Рубакина. Имеет серебряную медаль в честь 70-летия Политического университета Ченгджи, (Тайбэй). Работал с грантополучателями фонда Фулбрайт по программе поддержки детей соотечественников для обучения русскому языку и российской культуре в Университете Питтсбурга (Пенсильвания (США).
Член-корреспондент Академии гуманитарных исследований, действительный член Московской психотерапевтической академии. Одно время сотрудничал с Канадским институтом русского языка.
С 2008 года работает большей частью в Канаде, занимается очной и онлайновой психотерапией, являясь членом колледжа лицензированных психотерапевтов Онтарио сертифицированным членом Онтарийской ассоциации специалистов в области психического здоровья. Преподаёт на Факультете дистанционного обучения Института консультативной психологии и консалтинга.

## Научная деятельность

### Публикации
Автор 9 книг, выступил на более чем 90 научных конференциях и симпозиумах в России и за рубежом (Болгария, Венгрия, Испания, Казахстан, Канада, Польша, Чехия, Словакия, США, Тайвань, Узбекистан).
Автор более 50 тезисов, 120 публикаций в научной и 200 в периодической печати по психолингвистике, литературоведению, речевому поведению, русскому языку как иностранному, психологии литературы, психотерапии. Развивает идеи отечественных психологов (А. А. Ухтомского), психиатров (П. Б. Ганнушкина, А. Е. Личко, Л. Т. Ямпольского, Г. В. Сегалина) и психолингвистов (Н. А. Рубакина, Ю. А. Сорокина) в целях создания теории дистанционного анализа личности по речи (профайлинга).

### Руководство диссертациями
Руководил 5 защищенными кандидатскими диссертациями (по филологическим и психологическим наукам), был членом диссертационного совета в РУДН. Участвовал в написании лингво-психологических экспертиз по делу о Свидетелях Иеговы, роману Бояна Ширянова «Срединный пилотаж» и др. Получил 16 грантов.

### Членство в редколлегиях
Член редколлегии сайта textology.ru, вёл форум по психолингвистике на сайте Московской психотерапевтической академии и на сайте программы Диалог-21, а также электронный журнал «Психология и жизнь», член редсовета Российского психологического журнала. Редактор рубрики «Психология обучения» Вестника Американской ассоциации преподавателей русского и восточноевропейских языков, член редколлегии журнала «Empirical Text and Cultural Research», член редколлегии журнала Psychologica (Онтарио, Канада).

### Присутствие в интернете
LinkedIn
Истина IRID: 293999653
Academia
Mendeley
Orcid
Research Gate
Психологическая газета
Psychology Today

## Основные работы

### Монографии
- Белянин В. П. Психолингвистические аспекты художественного текста. — Москва: Изд-во Московского ун-та, 1988. — 123 с. — ISBN 5-211-00166-4:75к..
- Белянин В. П. Введение в психиатрическое литературоведение. — Munchen: Verlag Otto Sagner, 1996. — Т. Band 107. — 281 с. — ISBN 3-87690-644-X.
- Белянин В. П. Основы психолингвистической диагностики. (Модели мира в литературе). / В надзаг. Российская академия наук, Институт языкознания. Фонд Чтения имени Н. А. Рубакина.. — Москва: Тривола, 2000. — 248 с. — 2000 экз. — ISBN 5-88415-036-9.
- Белянин В. П. Психологическое литературоведение. Текст как отражение внутренних миров автора и читателя. — Москва: Генезис, 2006. — 320 с. — 1500 экз. — ISBN 5-98563-071-4. ГуглКниги
- Белянин В.П. Психология знакомства в Интернете и в жизни: Инструкция к применению / Предисл. А. Е. Войскунского. — Москва: Ридеро, 2018. — 362 с. — ISBN 978-5-4485-4381-4. [Запрещена к продаже в РФ в феврале 2022 года]

### Коллективные монографии
- Белянин В. П., Шкуратова И.П. Диалоги о человеке говорящем и пишущем. — С.-Петербург: Речь, 2011. — 244 с. — 2000 экз. — ISBN 978-5-9268-1203-6.

### Словари
- Белянин В. П., Бутенко И. А. Толковый словарь современных русских фразеологизмов и присловий. — Москва: Ин-т культурологии РАН, Министерство культуры, 1993. — 72 с.
- Белянин В. П., Бутенко И. А. Живая речь. Словарь разговорных выражений. — Москва, 1994. — 192 с. — 10 000 экз. — ISBN 5-87664-027-1.

### Антологии
- Белянин В. П., Бутенко И. А., Енгалычев В. Ф. Антология чёрного юмора. — Мадрид, 1992. — 36 с. — 500 экз. — ISBN 5-87664-069-7.
- Белянин В. П., Бутенко И. А. Чёрный юмор. Антология.. — Москва, 1996. — 162 с. — 2000 экз. — ISBN  5-87664-069-7.

### Учебники
- Белянин В. П. Психолингвистика: Учебник. 6-е изд. — Москва: Флинта, Московский психолого-социальный институт, 2009. — 420 с. — (Библиотека студента). — 1000 экз. — ISBN 5-89349-371-0 (Флинта) ISBN 5-89502-421-1 (МПСИ).

### Статьи
- Белянин В. П. Книга и личность. // Книга: Исследования и материалы N 67, 1994.- М.: Книга, 1994, с.65-71.
- Белянин В. П. К построению психостилистики художественных текстов. // Учёные записки Тартуского ун-та. Вып. 879. Поэтика жанра и образа. — Тарту, 1990, с.89-99.
- Белянин В. П. Дети русских американцев: кто они, что знают о России, как говорят на русском // Диаспоры. — 2007. — N 1/2. — С. 110—125 . — ISSN 1810-228X
- Белянин В. П. Психотерапевтический дискурс. // Человек и его дискурс — 4. Колл. Монография. Отв. М. Р. Желтухина. ВГСПУ, ИЯ РАН.- М.: ИЯ РАН; ООО ИЦ «Азбуковник». 2014. — 399 с. с.248-254.
- Белянин В. П. Компьютерный анализ тональности текста. // Вестник Калужского университета. Серия 1. Том 4. Психологические науки. Выпуск 1. Педагогические науки. (2021). с. 69-79.

### Статьи в соавторстве
- Белянин В. П., Ямпольский Л. Т. Экспериментальное выявление психологического тезауруса жанра текста. // Общение: структура и процесс. — М.: Ин-т языкознания АН СССР, 1982, с.90-100.
- Белянин В. П., Сорокин Ю. А. Оценка художественного текста с учётом мены анхистонимов. // Современные методы исследования средств массовой коммуникации. — Таллин: Периодика, 1983, с.216-218.
- Сорокин Ю. А., Белянин В. П. Некоторые психолингвистические признаки научного и научно-популярного текста // Вопросы анализа специального текста. — Уфа: Наука, 1983. С.63 — 67.

- Белянин В. П. Сорокин Ю. А. Значение мены анхистонимов в восприятии художественного текста. // В кн. Ю. А. Сорокин «Психолингвистические аспекты изучения текста». — М.: Н., 1985, с.90-98.
- Белянин В. П., Ларин Е. И. Вербальные предикторы лжи (по материалам служебных интервью). // Судебно-психологическая экспертиза и комплексные судебные исследования видеозаписей. — М.: РГУП, 2017, с. 123—127.
- Панькина Ю. А., Белянин В. П. Индивидуальное в поэтическом переводе как индикатор эмоционально-смысловой доминанты художественного текста // Вопросы психолингвистики, 2019, № 2 (40), с. 108—123.